# Франсиско Фернандес Ордоньєс
Франсиско Фернандес Ордоньєс (ісп. Francisco Fernández Ordóñez, 22 червня 1930, Мадрид, Іспанія — 7 серпня 1992. м. Мадрид, Іспанія) — один із найяскравіших та найхаризматичніших дипломатів Іспанії. Перебував на посаді міністра закордонних справ з 1985 по 1992 рр. Іспанці називали його «народним міністром демократії».

## Раннє життя та освіта
Ордоньєс народився 22 червня 1930 року. Він закінчив юридичний факультет з відзнакою в Мадридському і в Гарвардському університетах.

## Початок політичної кар'єри
В період правління диктатора А. Франко, розпочав свою професійну карʼєру податковим інспектором. У 1969 році став працювати в Міністерстві економіки та фінансів. На початку 70-х років минулого сторіччя приєднався до опозиційного руху. Входив у партійну коаліцію Союзу демократичного центру. Був міністром фінансів в урядовому кабінеті Адольфо Суареса. Провів успішну фіскальну реформу у 1977 році. Слід зазначити, що кількість платників податків за два роки його міністерської діяльності збільшилася з 1,5 млн осіб до 12 млн. З 1979 року очолював міністерство юстиції в уряді Л. Кальво Сотело, де зумів втілити реформу сімейного права, легалізацію розлучення, незважаючи на нищівну критику зі сторони консервативних політиків. Заснував власну політичну партію, члени якої пройшли в іспанський парламент на виборах 1982 року.

## Політика щодо НАТО
Ф. Ордоньєс був призначений на посаду міністра закордонних справ Іспанії у період, коли максимально загострилися протиріччя між ідеологічними позиціями ІРСП та прагматичними діями уряду соціалістів, змушених враховувати факт належності країни до НАТО. В той час від перебування Іспанії в Північноатлантичному альянсі залежали можливості її подальшої інтеграції в європейські структури, зокрема, вступ в Європейське Економічне Співтовариство, перспективи ліквідації військових баз на її території, вирішення проблем Гібралтару, забезпечення поступального економічного розвитку держави. Попередник Ф. Ордоньєса на міністерській посаді Ф. Моран довгий час керувався ідеологічною політикою, всупереч політичним реаліям і ніколи не приховував свого ворожого ставлення до НАТО. Заміна антинатовського міністра на прагматичного міністра-реформатора, дозволили очільнику уряду Ф. Гонсалесу досягти реалізації його передвиборчих обіцянок. Після загальнонаціонального референдуму 1986 року, на якому іспанці висловилися за подальше перебування країни в Північноатлантичному альянсі, Ф. Ордоньєсу довелось провести нелегкі перемовини з Державним секретарем США Шульцем про скорочення американської військової присутності на території Королівства. Варто підкреслити, що іспанська дипломатія в середині 80-х років минулого століття витримала безпрецедентний політичний, фінансово-економічний тиск на її зовнішню політику з боку США та держав-членів Північноатлантичного альянсу. Ф. Ордоньєс, з властивими йому енергією та рішучістю, вміло відстоював національні інтереси. Сім раундів переговорів були безуспішними для сторін, що домовлялися. Зрештою, перед загрозою зриву американсько-іспанської військової угоди, Вашингтон погодився зменшити військову присутність на іспанській території, покинути свою військову базу в Торрехоні, підтвердити заборону на ввіз, розміщення, зберігання ядерної зброї в Іспанії.

## Європейська політика Ф. Ордоньєса
Роки європейських глобалізаційних та інтеграційних процесів збіглися з періодом становлення та консолідації демократії в Іспанії. На думку Естер Барбе, саме Ордоньєс привніс безхитрісність в реалізм та прагматизм іспанської зовнішньої політики. На початку 90-х років XX століття іберійська держава підтримала прискорену динаміку змін в міжнародній системі, активно включилася у розбудову європейської політичної співпраці, зовнішньої політики безпеки та оборони ЄС. Історичні фактори сприяли намаганням іспанців якомога швидше інтегруватися до Європи, враховуючи досвід тривалого періоду ізоляції. Для багатьох іспанців дороговказом на майбутнє стали слова великого іберійського філософа Х.Ортеги і Гасета, сказані ним ще у 1910 році: «Іспанія як проблема і Європа як вирішення проблеми». Іспанія підписала Договір про приєднання до ЄЕС 12 червня 1985 року, повноправним членом європейської інституції стала 1 січня 1986 року. Серед найважливіших зовнішньополітичних досягнень Ф.Ордоньєса — вміле керівництво зовнішньою політикою ЄС в період першого іспанського президентства у 1989 році, активна участь у підготовці та підписанні Маастрихтського Договору у 1992 році; підтримка економічного та грошово-кредитного союзу європейських держав; організація Всесвітньої виставки ЕКСПО-92, присвяченої 500-річчю відкриття Америки Христофором Колумбом.Перше іспанське головування у 1989 році у Європейському Союзі показало, що Іспанія змогла зіграти глобальну роль в Середземноморському регіоні і стала мостом між різними державами цього регіону. Ще у 1990 році Ф. Ордоньєс висловлював пропозиції: «Чому б у Середземноморському регіоні не звернутися до тієї ж моделі інтеграції, яка виявилася успішною в Європі? Чому б не розробити комплексну систем у забезпечення стабільності та безпеки, яка використовує глобальні, збалансовані засоби для сприяння економічному розвитку та заохочення міжкультурного діалогу? Іншими словами, чому б не провести конференцію з питань безпеки та співробітництва в Середземноморському регіоні?»

## Позиція Ф. Ордоньєса з близькосхідного питання
У дипломатичній діяльності першого уряду Іспанської робітничої соціалістичної партії залишалося невирішеним питання двохсторонніх звʼязків з Ізраїлем. Сторони не мали дипломатичних відносин до 16 січня 1986 року. Саме цього дня був підписаний двохсторонній протокол в Гаазі, а 8 лютого країни обмінялися послами. Ф.Ордоньєс констатував, що встановлення дипломатичних відносин поклало кінець історичної аномалії.
Причини, чому Іспанія та Ізраїль не мали двохсторонніх відносин протягом 38 років були різними. На думку першого посла Ізраїлю в Іспанії Самуеля Хадаса: «Франкістська Іспанія віддавала перевагу арабським країнам, цінуючи їх голосуванню в ООН і підтримку в часи міжнародної ізоляції. Крім того урядові антисіоністські та антисемітські канцелярії існували в диктаторські часи в Мадриді та інших піренейських містах, де проводилася ідентифікація іммігрантів-євреїв як комуністичних елементів (не забували єврейську-масонську-більшовицьку конспірацію в роки другої світової війни), брали участь у Фаланзі та секретних організаціях з підтримки великого муфтія в Єрусалимі, лідерів арабської Палестини, як союзника нацистів. Іспанське озброєння продавалося до арабських країн».
До цього слід додати, у 1949 році Ізраїль голосував проти закінчення міжнародної ізоляції Іспанії, мотивуючи тим, що франкістський режим тісно співпрацював з нацистами та фашистами.
Під час свого першого офіційного візиту в Ізраїль, Ф. Ордоньєс висловився в підтримку права палестинців на самовизначення, засудив практику створення ізраїльських поселень на арабських землях. Соціалістичний уряд у провадженні близькосхідної політики не лише закликав до чесного паритету між конфліктуючими сторонами, але також прагнув до мирного процесу в нових відносинах Іспанії з Ізраїлем та традиційно добрих звʼязках з деякими арабськими країнами і Організацією Визволення Палестини. У 1987 році Іспанія розпочала двосторонню співпрацю з Палестинськими територіями. Тільки довготривалий мир між Ізраїлем та його арабськими сусідами став необхідністю для Іспанії та інших держав Європейського Союзу. Після кризи в Перській затоці та першої іракської війни, яка розпочалася в січні 1991 року і завершилася в лютому цього ж року, в багатьох середземноморських державах сформувалася позиція щодо необхідності швидкого врегулювання близькосхідних проблем мирними засобами. Іспанські дипломати висували ініціативи «форсованої миротворчості». Згодом ці ініціативи підтримала адміністрація США, яка спершу відносилася до них з певною долею скептицизму. Результатом стала Мадридська конференція, яка розпочала свою роботу 30 жовтня 1991 року. Прийнята на конференції декларація, окреслила нову європейську позицію в конфлікті. Іспанія відмовилася від однобічної проарабської позиції. Дипломатична позиція Іспанії на цьому форумі була чіткою та зрозумілою — сприяння становленню Палестинської національної автономії та мирному процесу.

## Іберійський напрямок зовнішньої політики Ф. Ордоньєса
Скликання та проведення Мадридської конференції — цілковита заслуга Ф.Ордоньєса. На думку історика Д. Розенберг, 1992 рік став кульмінаційним у процесі утвердження плюралістичної Іспанії. Цю дату, що відповідає 500-річчю подій 1492 року, а саме виселення іспанських євреїв, падіння останнього мусульманського царства в Гренаді та відкриття Америки Колумбом, було відзначено численними заходами, що дали змогу країні остаточно відмежуватися від франкізму в очах закордонних держав. Іспанська дипломатія вміло використала історичну подію–500-річчя відкриття Америки іспанськими мореплавцями Х.Колумба, для посилення інтеграційних процесів, ініціювавши проведення постійних щорічних зустрічей керівників ібероамериканських держав, Іспанії, Португалії на найвищому рівні. Запустити багатосторонній механізм зустрічей на вищому рівні стало важливим завданням МЗС Іспанії та міністра закордонних справ Ф.Ордоньєса. Після першої конференції, у підсумковій «Декларації Гвадалахари» (1991 р.) було чітко визначено: « Ми, глави держав та урядів домовилися проводити консультації, розширювати співробітництво і нарощувати взаємообміни з метою проведення погодженої політики, яка дозволяє оптимально використовувати ті переваги, які дає належність до даної спільноти».
Вищезгадана Декларація спонукала Ф.Ордоньєса заявити: «Перед зустріччю на найвищому рівні ми розпочинали процес з чистого аркуша, а відтепер нам є про що писати. Можемо продемонструвати, що є дієздатними разом зробити Декларацію з багатьох питань. Гвадалахарський документ-важливий для майбутнього держав ібероамериканської співдружності».
В багато численних конференціях для преси, в яких постійно брав участь, Ф. Ордоньєс наголошував: «Гвадалахарський документ є типом конституції, має установчий характер конференції, що ми створюємо з позиції спільного культурного багатства. Ніхто не дискутує про майже сімейні відносини між нами, але варто обговорювати, як перетворити такі відносини в активну діяльність. Для цього ми започатковуємо зустрічі на вищому рівні, новий простір міжнародної політики. Його характеристиками є:
- він не відноситься до конфронтації Північ — Південь, що не є проблемою багатих та бідних країн.
- він є трансконтинентальним…»

Згодом, виступаючи у Конгресі депутатів, міністр наголосив: «У Гвадалахарській Декларації чітко проявляється, що наше суспільство знаходиться в демократії, повазі до прав людини і основ свободи». Продовжив міністр у властивій тільки йому манері висловлювання: «Зустрічі на вищому рівні в Гвадалахарі не народилися як квітка, спонтанно. Ми її посіяли, доглядали за нею, леліяли, виростили. Гвадалахара — це початок створення якісно нового політичного простору…».
Таким чином, Ібероамериканська співдружність націй — міждержавне обʼєднання суверенних держав. Запровадження щорічних самітів цих держав допомагає сформувати загальні політичні принципи, виробити спільні позицій з різних проблем. Їх рішення працюють на благо інтересів країн-учасниць. Напередодні самітів глав держав скликаються наради міністрів закордонних справ. Протягом року країна, яка в майбутньому буде приймати черговий форум, організовує та координує різні заходи. Міністерство закордонних справ Іспанії під керівництвом Ф. Ордоньєса взяло найактивнішу участь у проведенні двох перших конференцій ІСН, які відбулися в Мексиці та в Мадриді у 1991 та 1992 роках відповідно.

## Роль стосовно України
Після підписання комюніке про встановлення двохсторонніх відносин з Україною, у квітні 1992 року Ф.Ордоньєс відвідав з офіційним візитом Київ, де заявив: 
«Іспанія розглядає Україну ключовою для стабільності в Європі, ми хочемо підтримувати якнайкращі відносини. Сприймаємо з максимальною симпатією повернення України до Європи… Україна, повністю європейська держава, має право йти своїм шляхом. Хочу запевнити про співпрацю, солідарність та допомогу Іспанії в цій непростій справі відновлення української ідентичності».
За час обіймання Ф.Ордоньєсом посади Міністра закордонних справ Іспанії (до червня 1992 року), готувався візит Леоніда Кравчука до Мадриду, в українській столиці розпочало функціонування перше відкрите на теренах екс-радянських республік постійне дипломатичне представництво Іспанії, а Україна отримала від іспанської сторони кредит на 250 мільйонів доларів на придбання іспанських товарів чи послуг. Також було підписано меморандум про консультації між урядами своїх країн та досягнута принципова згода для укладання угоди про дружбу і співробітництво (підписану в 1997 році).